# Dani Shmulevich-Rom
Daniel "Dani" Shmulevich-Rom (en hebreo: דני (רום) שמולביץ, 19 de noviembre de 1940-18 de enero de 2021) fue un futbolista israelí que jugó para el Maccabi Haifa F.C. (1957-1973). Fue conocido por su habilidad para jugar varias posiciones.

## Carrera
A la edad de diecisiete años, fue ascendido a la selección absoluta del Maccabi Haifa y jugó por primera vez en los medios contra el Maccabi Jaffa el 4 de enero de 1958. Rom, un "jugador de grandes almacenes" que además de ser un talentoso delantero jugó muchos roles en el campo, fue uno de los jugadores más rápidos en Israel en ese momento y tuvo excelentes tiros.
A los diecinueve años fue invitado por primera vez a la selección israelí, debutando el 27 de noviembre de 1960 contra la selección de Chipre. Fue socio en la victoria del Maccabi Haifa en la Copa del Estado en 1962. Rom también fue socio en el récord de la selección israelí, clasificarse para el Mundial de México 1970, y en el torneo fue titular en la selección contra Uruguay y contra Italia entró como suplente al inicio de la segunda parte. Tras el Mundial, se retiró del juego, pero regresó en 1971 para disputar las semifinales de la Copa del Estado, en la que ganó, y en la final, en la que el equipo perdió ante Ramat Gan. En la temporada 1972 y 1973 regresó al juego activo nuevamente y salvó al Maccabi Haifa del descenso a la subliga.
Rom, quien anotó 78 goles para el Maccabi Haifa en la liga en 283 apariciones y veinte goles en la copa en 43 apariciones, fue el máximo goleador del Maccabi Haifa hasta que Zahi Armeli lo superó en 1989. Sin embargo, en la selección nacional no marcó un solo gol en sus veintinueve apariciones.
Rom se divorció de nuevo y es padre del relacionista público y periodista Barak Rom. Estaba casado con las chismosas Tzipi Rom y Leah Rom.
Rom falleció el 18 de enero de 2021 después de una batalla contra el cáncer.